# Больница имени Н. В. Соловьёва
Государственное автономное учреждение здравоохранения Ярославской области «Клиническая больница скорой медицинской помощи имени Н. В. Соловьёва» (ГАУЗ ЯО «КБ СМП им. Н. В. Соловьёва») — больница в городе Ярославль.

## История
Согласно указу Екатерины II в Ярославле как в губернском городе в 1778 году был учреждён Приказ общественного призрения, обязанный создавать на бюджетные и пожертвованные средства «богоугодные заведения». В 1781 году Приказом общественного призрения открыто первое в Ярославской губернии медицинское учреждение — «дом для лишённых ума», разместившийся на северо-западной окраине Ярославля у Романовской заставы. В 1782 году по соседству построена больница, включавшая «лазарет для больных, требующих неотлагательного пособия», и флигель для больных «одержимых прилипчивыми болезнями». Больничный комплекс, позже прозванный «Загородный сад», был окружён земляным валом и рвом.
16 ноября 1865 года больница была передана Ярославскому губернскому земству. В это время главным было каменное трёхэтажное здание 1856 года постройки, в котором имелись приёмный покой на 200 коек, контора, аптека и кухня. Также имелось двухэтажное здание отделения умалишённых (в верхнем этаже) и богадельни (в нижнем этаже), инвалидный дом, два детских приюта, губернская фельдшерская школа, община медицинских сестёр и церковь.
Было выстроено новое каменное двухэтажное здание, в котором на первом этаже располагалась амбулатория (кабинеты терапевтический, кожновенерологический, гинекологический, хирургический, зубной, а также болезней уха, горла и носа), на втором — община медицинских сестёр. До 80 % посещений амбулатории составляли жители Ярославля и Ярославского уезда.
Инфекционное отделение было частично выведено из главного здания в отдельное двухэтажное каменное здание, также у отделения имелся небольшой деревянный барак. Кожносифилитическое отделение находилось в небольшом деревянном здании. Хирургическое отделение, кроме палат в главном корпусе, имело барак для хронически больных. У женского терапевтического отделения, кроме палат в главном корпусе, имелся домик сзади главного здания. Ещё в одном двухэтажном каменном здании располагались психиатрическое и глазное отделения. Также отдельное каменное здание занимала кухня соматического и психиатрического отделений. В 1910 году соматическое отделение имело 290 кроватей, в том числе в терапевтическом отделении — 90, хирургическом — 60, гинекологическом — 20, кожносифилитическом — 50, глазном — 40, заразном — 30. При больнице имелась медицинская библиотека. В конце 1890-х годов хирург Г. Г. Фальк организовал рентгеновский кабинет.
В 1911—1912 годах была проведена реорганизация, и к 1914 году остались только хирургическое, гинекологическое и глазное отделения. К этому времени осталось только 6 врачей — В. П. Доброклонский, Г. Г. Фальк, Н. В. Соловьёв, А. В. Энгельгардт, А. Е. Верзин, Н. И. Панов, Б. Н. Крылов. В психиатрическом отделении работали А. А. Малинин, А. А. Голосов, В. В. Лихачёв. В годы Первой мировой войны в больнице работал госпиталь для тяжелораненых.
В первые годы после революции в больнице продолжали работать старые врачи — В. П. Доброклонский, Б. Н. Крылов, Г. Г. Фальк, Н. В. Соловьёв, А. Е. Верзин, А. А. Малинин, А. В. Энгельгардт, Е. К. Манфановский, Г. И. Виллерт, А. А. Успенский, В. В. Лихачёв, Н. И. Панов. Ухудшились условия работы. В июне 1918 года в результате подавления Ярославского восстания сгорели 4 из 5 деревянных павильонов психиатрического отделения, деревянные бараки кожносифилитического и хирургического отделений, начальная школа и некоторые хозяйственные постройки. После смерти в 1922 году Н. В. Соловьёва, принявшего деятельное участие в её реорганизации, больнице было присвоено его имя.
В 1919—1924 годах больница активно взаимодействовала с существовавшим в это время медицинским факультетом Ярославского университета. В неё пришли А. В. Тиханович, Г. В. Эйдельберг, В. Г. Божовский, И. С. Рождественский и др. И. А. Соколовский, В. А. Носков, А. А. Голосов, С. Н. Кузнецов, Г. В. Несытов, С. А. Киселев и др. стали заниматься и преподаванием.
В 1922 году были открыты неврологическое на 15 коек и отоларингологическое на 10 коек отделения. Были расширены лаборатория и рентгеновский кабинет. В эти годы в больнице прошли подготовку хирурги В. М. Троицкий, Е. А. Кройчик, М. Ф. Чичерина, Н. И. Мелиоранский, И. М. Колодкин, Ф. К. Пятницкий, Г. А. Клугман, терапевты З. В. Лилеева, З. И. Архангельская, невропатологи Н. И. Петров, Е. А. Синотова, отоларинголог З. Г. Орлова.
В 1927 году было достроено новое здание на 140 коек для хирургического отделения. В старом здании остались терапевтическое, неврологическое и ушное отделения. В этом же году в правом крыле первого этажа главного корпуса было открыто физиотерапевтическое отделение. С 1931 года выделены дополнительные помещения для организации терапевтических кабинетов. Открыт филиал поликлиники в Щитовом посёлке и детская поликлиника.
В 1933 году поликлиническое, хирургическое, инфекционное, кожновенерологическое и психиатрическое отделения были выделены в самостоятельные медицинские учреждения. В составе больницы, получившей название «Нервнотерапевтическая больница», остались терапевтическое, неврологическое и ушное отделения.
В начале Великой Отечественной войны было открыто хирургическое отделение на 100 коек (за счёт других отделений). В 1943 году больница значительно пострадала при бомбардировке. Силами персонала здание было восстановлено, более того, в этом же году произведён капитальный ремонт (замена печного отопления на центральное, улучшение водоснабжения, реконструкция помещений). С 1944 года больница служит клинической базой появившегося Ярославского медицинского института. Появилось 3 клиники: две терапевтические и ЛОР-болезней, кафедра патологической анатомии. В те годы работали профессора Г. Я. Гехтман, В. П. Матешук, И. М. Перельман, В. Г. Ермолаев, В. Х. Коган, Г. Г. Соколянский, И. М. Верткин. В 1948 году больница имела стационар на 370 коек с хирургическим, терапевтическим, неврологическим и отоларингологическим отделениями, поликлинику и 22 здравпункта на промышленных предприятиях.
В 1961 году закончена реконструкция поликлиники, завершена надстройка под хозяйственной частью главного корпуса, открыто хирургическое отделение на 50 коек, новый операционный блок, учебные комнаты, лаборатории. В 1964 году организован городской травматологический пункт. В 1966 году открыт радиологический корпус и трёхэтажный корпус с двумя лоротделениями на 100 коек, вновь открыто стоматологическое отделение. В 1967 году реконструировано здание для стоматологического отделения на 50 коек. В 1966 году больница имела стационар на 520 коек, поликлинику и филиал для промышленных предприятий с цеховым обслуживанием рабочих, амбулаторию на Ярославском электромашиностроительном заводе, 1 врачебный и 14 фельдшерских здравпунктов. В 1969 году в больнице было 139 врачей и 326 средних медицинских работников, активное участие принимали клинические работники Ярославского медицинского института.
В 1972 году заработал больничный комплекс на 240 коек и промышленная поликлиника на 600 посещений в день. В 1970-е годы на базе больницы созданы областные травматолого-ортопедический и реанимационно-токсикологический центры, городской центр для больных инфарктом миокарда и нарушениями сердечного ритма. В эти годы больница — крупнейшее в городе многопрофильное лечебное учреждение со стационаром на 660 коек, двумя поликлиниками, врачебной амбулаторией на электромашиностроительном заводе и 14 фельдшерскими здравпунктами. В 1983 году учреждению присвоен статус больницы скорой медицинской помощи.

## Главные врачи
- 1870—1874 Голосов Николай Васильевич
- 1874—1879 Линденбаум Василий Фёдорович
- 1879—1882 Пликатус Иван Андреевич
- 1882—1895 Линденбаум Василий Фёдорович
- 1895—1896 Виллерт Иоаким Христианович
- 1896—1900 Кацауров Иван Николаевич
- 1900—1919 Доброклонский Виктор Павлович
- 1919—1921 Лихачёв Валериан Васильевич
- 1921—1922 Соловьёв Николай Васильевич
- 1922—1931 Кофман Филипп Ефимович
- 1931—1933 Зосен Пётр Андреевич
- 1933—1934 Белозеров Григорий Иванович
- 1934—1936 Носков Василий Александрович
- 1937—1938 Крашенинников Николай Михайлович
- 1938—1942 Покровский Фёдор Николаевич
- 1943—1952 Крашенинников Николай Михайлович
- 1952—1970 Мешавкина Полина Михайловна
- 1970—1994 Барышев Владимир Иванович
- 1994—2022 Дегтярев Александр Александрович
- 2022-н.в. Даниленко Наталья Владимировна[1]

## Отделения[2]
Отделения:
- 1-е травматологическое отделение (лечение изолированных травм конечностей)
- 2-е нейрохирургическое отделение (отделение хирургии головы)
- 3-е нейрохирургическое отделение (отделение хирургии позвоночника)
- 4-е травматологическое отделение (лечение травм бедра, стопы, крупных суставов)
- 5-е отоларингологическое отделение
- 6-е ожоговое отделение
- 7-е травматологическое отделение (эндопротезирование и артроскопия крупных суставов)
- 8-е травматологическое отделение (отделение хирургии кисти)
- отделение анестезиологии и реанимации №1
- отделение анестезиологии и реанимации №2
- 10-е терапевтическое отделение
- 11-е кардиологическое отделение
- 12-е травматологическое отделение (лечение гнойных осложнений травм)
- 14-е травматологическое отделение (лечение больных с политравмой)
- Рентгенологическое отделение
- Приёмно-диагностическое отделение
- Операционное отделение для противошоковых мероприятий
- Патологоанатомическое отделение
- Отделение плановой консультативной помощи с лечебно-диагностическим центром остеопороза
- Физиотерапевтическое отделение
- Отделение функциональной диагностики
- Отделение хирургической эндоскопии

Прочее:
- Централизованная клинико-диагностическая лаборатория
- Травмпункт
- Кабинет трансфузионной терапии
- Аптека
- Отдел статистики
- Пищеблок
- Хозяйственная часть
- Администрация

## Кафедры
- Оториноларингологии
- Травматологии и ортопедии
- Лучевой диагностики и лучевой терапии
- Факультетской терапии